# Elisa Araújo
Elisa Gonçalves de Araújo (Brasília, 27 de agosto de 1982) é uma arquiteta, urbanista e política brasileira, filiada ao Partido Social Democrático (PSD). Atualmente exerce o cargo de prefeita do município de Uberaba, em Minas Gerais, sendo a primeira mulher a ocupar tal posição na história da cidade. Foi eleita em 2020 e reconduzida ao cargo em 2024. Antes de sua trajetória na vida pública, atuou no setor privado, com destaque para sua passagem pela indústria calçadista e pela vice-presidência da Federação das Indústrias do Estado de Minas Gerais (FIEMG) – Regional Vale do Rio Grande.

## Biografia
Nascida em Brasília em 27 de agosto de 1982, filha de Domingos Sávio de Araújo e Dalva Gonçalves. Graduou-se em Arquitetura e Urbanismo, sendo também especializada em Gestão de Negócios. Durante mais de uma década, esteve envolvida com empresas da iniciativa privada, especialmente nos setores de hotelaria, transportes e no âmbito de negócios familiares. Entre os anos de 2013 e 2020, presidiu o Sindicato das Indústrias de Calçados de Uberaba, além de integrar a diretoria do Centro das Indústrias do Vale do Rio Grande. Em 2018, foi nomeada vice-presidente da FIEMG Regional Vale do Rio Grande.

## Carreira política

### Prefeitura de Uberaba (2021–presente)

#### Candidatura e eleição
Ingressou na política em 2020, ao candidatar-se à prefeitura de Uberaba pelo partido Solidariedade. No segundo turno do pleito municipal, obteve 57,36% dos votos válidos (85.990 votos), superando o candidato de centro-esquerda Tony Carlos (PTB), e tomou posse em 1.º de janeiro de 2021.
Em 2024, já filiada ao PSD, foi reeleita para um segundo mandato, alcançando 55,60% dos votos válidos no segundo turno contra 44,40% dos votos do candidato de centro-esquerda Tony Carlos (MDB). Sua administração é marcada por investimentos nas áreas da saúde e da educação, a exemplo da inauguração do Pronto Atendimento Pediátrico e da ampliação da rede de unidades escolares. Destacam-se ainda iniciativas como o programa de recapeamento asfáltico e a reabertura do Restaurante Popular. Entre as ações voltadas à atenção básica em saúde, ampliou-se o horário de funcionamento de diversas unidades, estendendo o atendimento até às 22h.

## Vida pessoal
Elisa Araújo é casada com Juliano Arantes, com quem tem um filho.